# Ріроріро вусатий

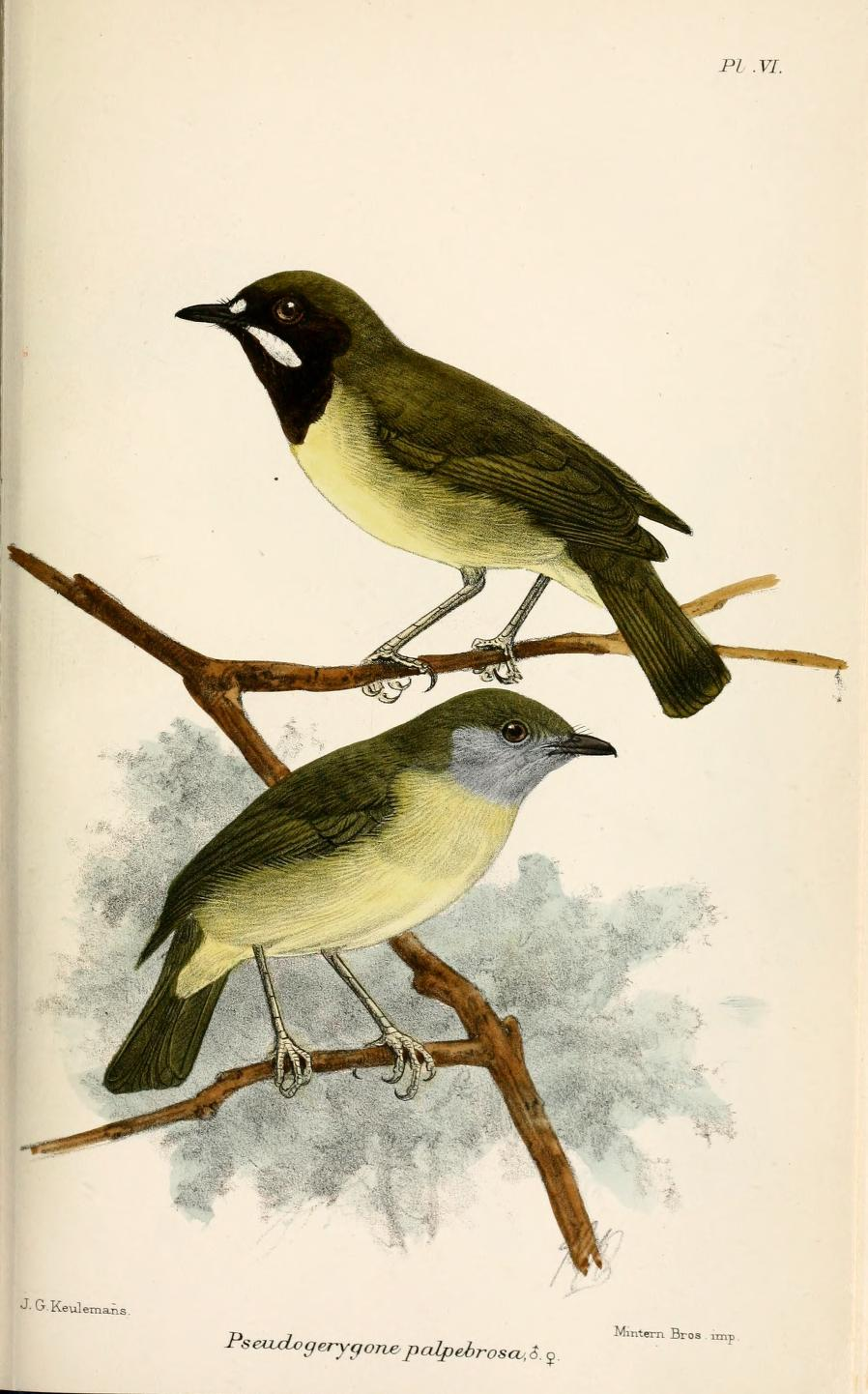
Пара вусатих ріроріро, самець (зверху) і самиця (знизу)

Ріроріро вусатий (Gerygone palpebrosa) — вид горобцеподібних птахів родини шиподзьобових (Acanthizidae). Мешкає в Австралії і на Новій Гвінеї.

## Опис
Верхня частина тіла оливкова, нижня частина тіла жовта. Хвіст коричнюватий. Дзьоб чорний, короткий, лапи чорні, райдужки червоні. У самця горло чорне. На обличчі помітні білі смуги, що нагадують вуса (у самця більш виражені). Підвид G. p. flavida різниться білим кінчиком хвоста.

## Підвиди
Виділяють два підвиди:
- G. p. palpebrosa Wallace, 1865 (невеликі острови Західного Папуа, острови Ару, південний схід Нової Гвінеї);
- G. p. wahnesi (Meyer, AB, 1899) (острів Япен, північ Нової Гвінеї);
- G. p. tarara Rand, 1941 (південь Нової Гвінеї);
- G. p. personata Gould, 1866 (півострів Кейп-Йорк);
- G. p. flavida Ramsay, EP, 1877 (північно-східне узбережжя Австралії).

## Поширення
Вусаті ріроріро мешкають в тропічних і субтропічних вологих рівнинних лісах і в мангрових лісах.